# Güiripa (Venezuela)
Pour les articles homonymes, voir Guiripa.
Güiripa est la capitale de la paroisse civile de Güiripa de la municipalité de San Casimiro de l'État d'Aragua au Venezuela.